# 谷勝英
谷 勝英（たに かつひで、1944年3月4日 - 2002年4月6日）は、日本の社会学者。

## 来歴
大阪府生まれ。1968年埼玉大学教育学部卒業。1972年明治学院大学大学院社会学研究科修士課程修了。東北福祉大学社会福祉学部講師、助教授、教授。一時期プリンストン大学人口研究所（Office of Population Research）の客員研究員をしていた。
2002年4月6日、急性大動脈解離のため死去。

## 著書
- 『現代社会の構造と変動』南窓社　1980
- 『統計から見た社会問題の概説』高文堂出版社　1981
- 『アジアの児童労働と貧困』ミネルヴァ書房　Minerva社会福祉叢書 2000

### 共編著
- 『国際化時代の福祉問題 研究者と福祉の実践者からの報告』編著　八千代出版　1989
- 『現代の国際福祉 アジアへの接近』編　中央法規出版　1991
- 『現代社会と地域福祉』永井秀世共編　中央法規出版　1999
- 『「ゆいとり」のしくみ 福祉のまちづくりをめざして』中里仁共編　中央法規出版　2001

## 注
1. 1 2  『現代物故者事典2000～2002』（日外アソシエーツ、2003年）p.386
2. ↑  『人物物故大年表』
3. ↑  "Annual Report 2010" (PDF) (Press release). Office of Population Research, OPR Princeton University. 2010. p. 91. 2015年2月6日閲覧。
4. ↑  『現代日本人名録』2002年